# Helina honesta
Helina honesta este o specie de muște din genul Helina, familia Muscidae. A fost descrisă pentru prima dată de Johann Wilhelm Meigen în anul 1826.
Este endemică în Germania. Conform Catalogue of Life specia Helina honesta nu are subspecii cunoscute.